# 542888 Confino
542888 Confino este o planetă minoră (asteroid) din centura de asteroizi. A fost descoperită pe 10 iunie 2013 la  de Michel Ory⁠(d). 
Obiectul prezintă o orbită caracterizată de o semiaxă mare de 2,5118591937019 UAi, o excentricitate de 0,024908696823493, o înclinație de 13,192502970054 ° în raport cu ecliptica.